# Adelmo
Vitral retratando Adelmo, instalado na igreja de Santo Adelmo, Malmesbury
Bandeira
Adelmo ou Aldelmo (em inglês antigo: Ealdhelm; em latim: Aldhelmus Malmesberiensis) (Wessex, c. 639 – Doulting, Somerset, 25 de maio de 709) foi um abade da abadia de Malmesbury, bispo de Sherborne, escritor e estudioso da poesia latina, nasceu antes da metade do século VII. Diz-se que era filho de Kenten, que pertencia à casa real de Wessex. Ele certamente não era, como afirma seu biógrafo Farício, irmão do rei Ine. Após sua morte, foi venerado como santo, sendo seu dia de festa o dia da sua morte, 25 de maio.

## Biografia

### Juventude e educação
Adelmo recebeu sua primeira instrução na escola do erudito e monge irlandês Máel Dub (também Maildubh, Maildulf ou Meldun) (morto por volta de 675), que se instalou na fortaleza britânica de Bladon (ou Bladow) no local da cidade chamada Mailduberi, Maldubesburg, Meldunesburg, etc. e, finalmente, Malmesbury, em sua homenagem.
Em 668, o Papa Vitaliano enviou Teodoro de Tarso para ser Arcebispo da Cantuária. Ao mesmo tempo, o estudioso norte-africano Adriano tornou-se abade da abadia de Santo Agostinho em Cantuária. Adelmo foi um de seus discípulos, pois se dirigia a ele como o “venerável preceptor de minha infância rude”. No entanto, ele devia ter trinta anos quando começou a estudar com Adriano. Seus estudos incluíam: direito romano, astronomia, astrologia, matemática e as dificuldades do calendário. Aprendeu, segundo as declarações duvidosas das primeiras biografias, o grego e o hebraico. Ele certamente introduziu muitas palavras gregas latinizadas em suas obras.
A saúde debilitada obrigou Adelmo a deixar a Cantuária e retornou à abadia de Malmesbury, onde foi monge de Máel Dub por quatorze anos, datando provavelmente de 661 e incluindo o período de seus estudos com Adriano.

### Abade de Malmesbury
Quando Máel Dub morreu, Adelmo foi nomeado em 675, conforme uma carta de autenticidade duvidosa citada por Guilherme de Malmesbury, por Leutério, bispo de Winchester (671–676), para assumir a direção do mosteiro, do qual se tornou o primeiro abade.
Adelmo introduziu a Regra de São Bento e garantiu o direito de eleição do abade pelos próprios monges. A comunidade de Malmesbury aumentou e Adelmo conseguiu fundar dois outros mosteiros como centros de aprendizado, em Frome, Somerset, e em Bradford-on-Avon, Wiltshire. Após uma peregrinação a Roma, ele recebeu permissão do Papa Sérgio I, em uma bula pontifícia de 701, para fundar o mosteiro em Frome, onde já havia construído uma igreja por volta de 685. A construção anglo-saxônica da igreja de São Lourenço, em Bradford-on-Avon, data de sua época e pode ser considerada sua. Em Malmesbury, ele construiu uma nova igreja para substituir o modesto edifício de Máel Dub, e obteve consideráveis concessões de terras para o mosteiro. Adelmo ocupou esse cargo até cerca de 705, quando se tornou bispo de Sherborne.

### Controvérsia da Páscoa

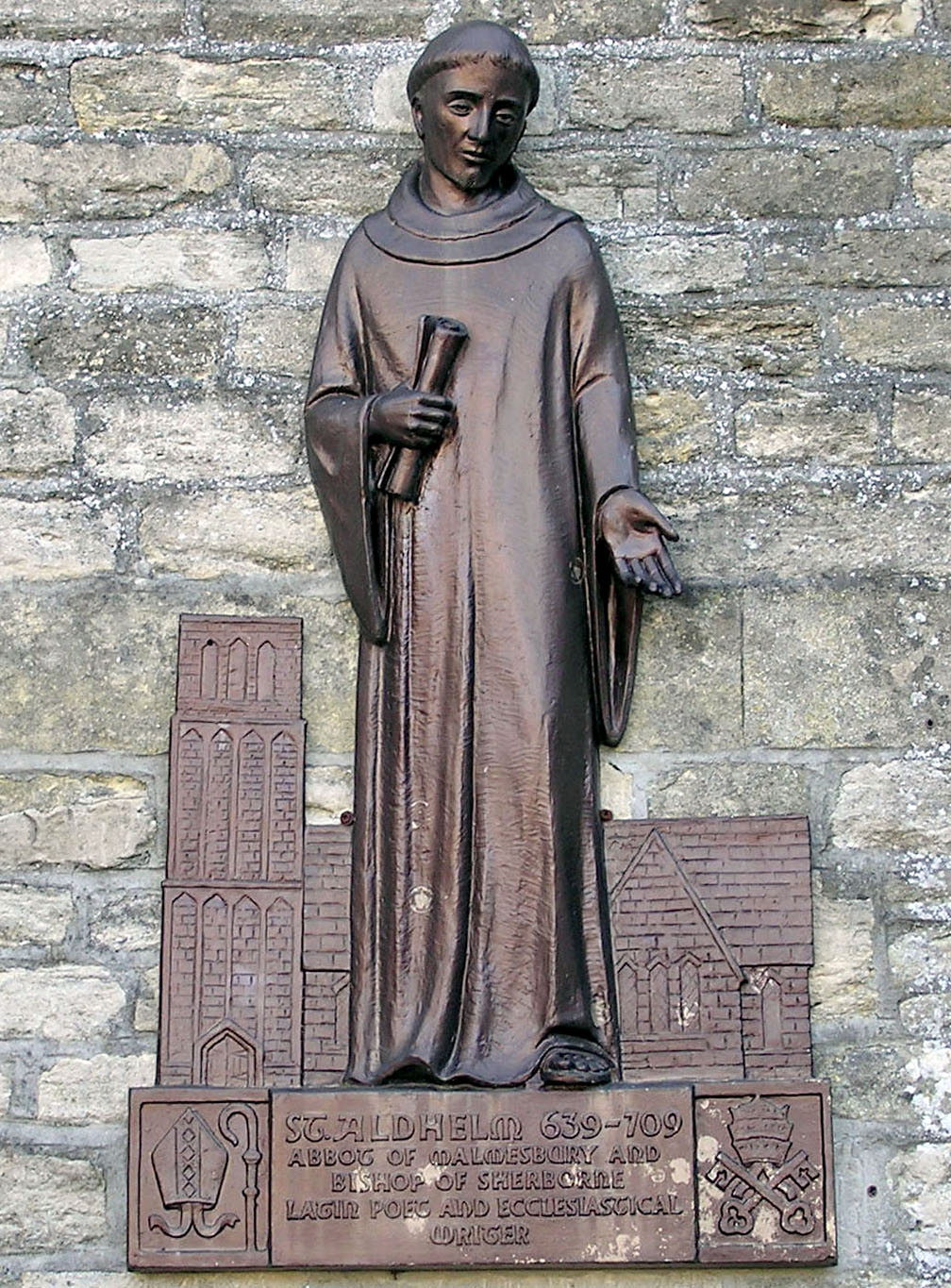
Placa de parede na igreja católica de Santo Adelmo, Malmesbury. A inscrição diz: “Santo Adelmo 639–709, abade de Malmesbury e bispo de Sherborne, poeta latino e escritor eclesiástico”

Adelmo foi encarregado por um sínodo da Igreja em Wessex para discutir com os britanos de Dumnônia (Devon e Cornualha) sobre a controvérsia da Páscoa. Os cristãos celtas seguiam um sistema único de cálculo para a data da Páscoa e também usavam uma tonsura distinta; esses costumes são geralmente associados à prática conhecida como cristianismo céltico. Adelmo escreveu uma carta longa e bastante acrimoniosa ao rei Gerôncio de Dumnônia (Geruntius), chegando a um acordo final com Roma. Adelmo também visitou pessoalmente Devon e Cornualha nessa época, possivelmente em uma missão diplomática, que ele relata em seu Carmen Rhythmicum (Poema Rítmico).

### Bispo de Sherborne
Em 705, ou talvez antes, Heda, bispo de Winchester, morreu, e a diocese foi dividida em duas partes. Sherborne foi a nova sede, da qual Adelmo se tornou o primeiro bispo por volta de 705. Ele desejava renunciar à abadia de Malmesbury, que havia dirigido por trinta anos, mas, cedendo às reclamações dos monges, continuou a dirigi-la até sua morte. Ele já era idoso, mas demonstrou grande atividade em suas novas funções. A igreja-catedral que ele construiu em Sherborne, embora tenha sido substituída mais tarde por uma igreja normanda, é descrita por Guilherme de Malmesbury. Em sua atuação como bispo, demonstrou muita energia. Isso incluía ir a locais públicos onde cantava hinos e passagens dos evangelhos, intercalados com algumas brincadeiras para chamar a atenção para sua mensagem.

### Órgão
Rogers conta que Adelmo alegou ter construído um órgão inovador, “um instrumento poderoso, com inúmeros tons, soprado com baquetas e encerrado em uma caixa dourada”. (A fonte citada não deixa claro se o dispositivo era inovador para as instalações, o local ou um avanço fundamental em relação às tecnologias conhecidas existentes).

### Morte e veneração

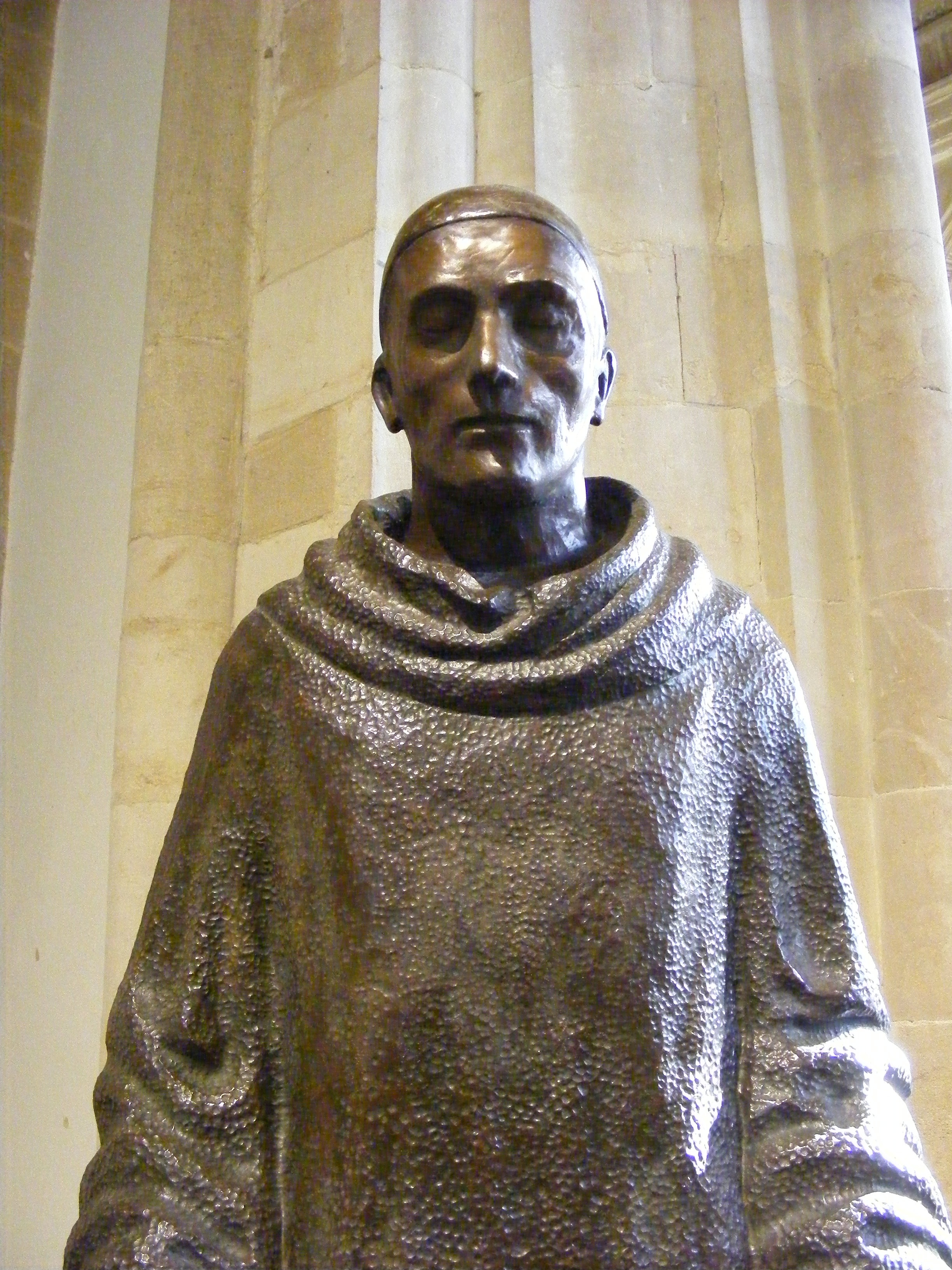
Estátua conceitual de Santo Adelmo na abadia de Sherborne por Marzia Colonna

Adelmo estava fazendo a ronda em sua diocese quando morreu na igreja da vila de Doulting em 709. A igreja de Santo Adelmo e o Poço de Santo Adelmo na vila são dedicados a ele. O corpo foi levado para Malmesbury, e cruzes foram erguidas por seu amigo, Egvino, bispo de Worcester, nos vários pontos de parada. Ele foi enterrado na igreja de São Miguel, na abadia de Malmesbury. Seus biógrafos relatam milagres devido a sua santidade, realizados durante sua vida e em seu santuário. O cabo em Dorset, comumente conhecido como Cabeça de Santo Albano, é mais propriamente chamado de Cabeça de Santo Adelmo em sua homenagem.
Adelmo foi reverenciado como santo após sua morte, e sua festa é celebrada em 25 de maio. Suas relíquias foram transladadas em 980 por Dunstano, o arcebispo da Cantuária. Ele é homenageado por uma estátua no nicho 124 da fachada oeste da Catedral de Salisbury. Há também uma estátua de Adelmo na abadia de Sherborne, criada em 2004 por Marzia Colonna.

Bandeira de Santo Adelmo

A bandeira de Adelmo pode ser hasteada em sua celebração. A bandeira, uma cruz branca em um fundo vermelho, é uma versão com cores invertidas da bandeira de São Jorge da Inglaterra.
Adelmo é lembrado na Igreja da Inglaterra com uma comemoração em 25 de maio.
Em 2023, uma área pastoral da Diocese Católica Romana de Clifton foi nomeada em homenagem a Adelmo.

## Escritos
As obras coletadas de Adelmo foram editadas por Rudolf Ehwald, Aldhelmi opera (Berlim, 1919). Uma edição anterior de J. A. Giles, Patres eccl. Angl. (Oxford, 1844) foi reimpressa por Jacques Paul Migne em seu Patrologiae Cursus, vol. 89 (1850).

### Reputação contemporânea
A fama de estudioso de Adelmo se espalhou por outros países. Artwil, filho de um rei irlandês, submeteu seus escritos à aprovação de Adelmo, e Cellanus, um monge irlandês de Péronne (Somme), foi um de seus correspondentes. Adelmo foi o primeiro anglo-saxão, até onde se sabe, a escrever em verso latino, e sua carta a Acircius (Aldfrith ou Eadfrith, rei da Nortúmbria) é um tratado sobre métrica latina para uso de seus compatriotas. Nessa obra, ele incluiu suas produções mais famosas, cento e um enigmas em hexâmetros latinos. Cada uma delas é uma imagem completa, e uma delas, De creatura, tem 83 linhas.
O fato dos méritos de Adelmo como estudioso terem sido reconhecidos desde cedo em seu próprio país é demonstrado pelo elogio de Beda (História Eclesiástica do Povo Inglês 5.18), que fala dele como uma maravilha da erudição. Sua fama chegou à Itália e, a pedido do Papa Sérgio I, ele fez uma visita a Roma, da qual, no entanto, não há nenhuma notícia em seus escritos existentes. Em seu retorno, trazendo consigo privilégios para seu monastério e um magnífico altar, ele recebeu uma ovação popular.
Adelmo escreveu em um latim elaborado, grandiloquente e muito difícil, conhecido como estilo hermenêutico. Esse verborum garrulitas mostra a influência dos modelos irlandeses e se tornou o estilo latino dominante na Inglaterra por séculos, embora tenha acabado sendo considerado bárbaro. Suas obras se tornaram textos escolares padrão nas escolas monásticas, até que sua influência diminuiu na época da conquista normanda.

### Reputação moderna
Os historiadores modernos têm visões contrastantes de seus escritos. Peter Hunter Blair o compara desfavoravelmente a Beda: “Na mente de seu contemporâneo mais velho, Adelmo, o aprendizado de igual profundidade produziu pouco mais do que uma forma extravagante de curiosidade intelectual... Como Beda, ele bebeu profundamente das correntes da erudição irlandesa e mediterrânea, mas suas águas produziram nele um estado de intoxicação intelectual que encantou seus observadores, mas que deixou pouco para a posteridade.” No entanto, Michael Lapidge elogia seu imenso aprendizado, observando que seu conhecimento de textos em latim é maior do que o de qualquer outro escritor anglo-saxão pré-conquista, e que “a originalidade e a importância de seu corpus de escritos em latim justificam bem sua condição como o primeiro homem de letras inglês”.

### Prosa
- De Laude Virginitatis (a prosa De Virginitate), um tratado em latim sobre a virgindade dirigida às freiras do mosteiro duplo em Barking, Londres, é a obra mais conhecida de Adelmo. Depois de um longo prefácio exaltando os méritos da virgindade, comemora um grande número de santos e santas. Adelmo escreveu mais tarde uma versão mais curta, poética (veja abaixo).
- Epistola ad Acircium (sive Liber de septenario, et de metris, aenigmatibus ac pedum regulis), dedicada ao rei Aldfrido da Nortúmbria (r. 685–704/5). A fonte principal de sua Epistola ad Acircium (ed. A. Mai, Class. Auct. vol. V) é Prisciano. A introdução acróstica dá a sentença, 'Aldhelmus cecinit millenis versibus odas,' se lida a partir das letras iniciais ou finais das linhas. Depois endereçada ao rei Aldfrido, a carta é composta por três tratados:
  - De septenario, tratado sobre o número sete, na aritmologia;
  - De metris, tratado sobre o metro, incluindo o Enigmata (ver abaixo);
  - De pedum regulis, tratado didático sobre o pé métrico, tais como iambos e espondeus.
- Epistola ad Geruntium, uma carta escrita em latim para Gerúncio, Rei da Dumnônia sobre artigos do Concílio de Hertford. Supunha-se que ela havia sido destruída pelos britanos (Guilherme de Malmesbury, Gesta Pontificum Anglorum, p. 361), mas foi descoberta com outras cartas de Adelmo na correspondência de São Bonifácio, arcebispo de Mainz.[2]
- Outras Cartas. As correspondências com o bispo Leutério, Adriano, Eafrido, Celano, o Papa Sérgio I, e os alunos de Adelmo, Vifrido e Etelvaldo, que foram responsáveis por parte de Carmen rhythmicum.[23]
  - Uma longa carta a Eafrido, um acadêmico que acaba de voltar da Irlanda (impressa pela primeira vez em Usher, Veterum Epistt. Hiber. Sylloge, 1632), é interessante por lançar luz sobre as relações entre acadêmicos ingleses e irlandeses.

### Poesia
- Carmen de virginitate (o poético De Virginitate). Adelmo escreveu uma versão mais curta, poética da De Laude Virginitatis, que termina com uma batalha de virtudes contra os vícios, o De octo principalibus vitiis (impresso pela primeira vez por Delrio, Mainz, 1601). As duas obras são o que é às vezes chamado de opus geminatum ou “obra gêmea”.
- Carmen rhythmicum, poema rítmico que descreve uma viagem através do oeste da Inglaterra e a maneira com que uma igreja de madeira foi danificada por uma tempestade.
- Carmina ecclesiastica (título moderno), isto é, uma série de tituli latino destinada para inscrição em uma igreja ou altar. São elas: (1) In Basilica Sanctorum Petri et Pauli, para uma igreja dedicada a São Pedro e São Paulo, possivelmente a igreja que Adelmo fundou em Malmesbury, (2) In Basilica Beatae Mariae Semper Virginis, para a igreja de Santa maria, possivelmente também em Malmesbury, (3) In Ecclesia Mariae a Bugge Extructa, para a igreja construída por Bugga, que é Edburga de Minster-in-Thanet, uma dama real da Casa de Wessex, (4) a tituli doze, conhecida coletivamente como In Duodecim Apostolorum Aris e (5) In sancti Matthiae Apostoli Ecclesia.
- Aenigmata, cem enigmas hexâmetros, incluídos na Epistola ad Acircium.

### Trabalhos perdidos
Conforme Guilherme de Malmesbury, Adelmo também escreveu poesia em inglês antigo, e verteu suas próprias composições para a música, mas nenhuma de suas canções, que ainda eram populares na época de Alfredo, o Grande, chegaram até nossos dias. Encontrando seu povo desinteressado em ir à igreja, disse ter-se apresentado no final de uma ponte cantando canções em língua vernácula, assim reunindo uma multidão para ouvir exortações sobre assuntos sagrados.

Igrejas dedicadas a Santo Adelmo
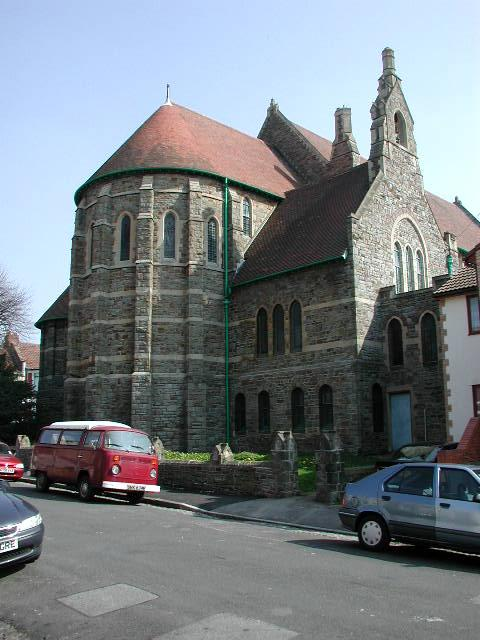
Bedminster, Bristol
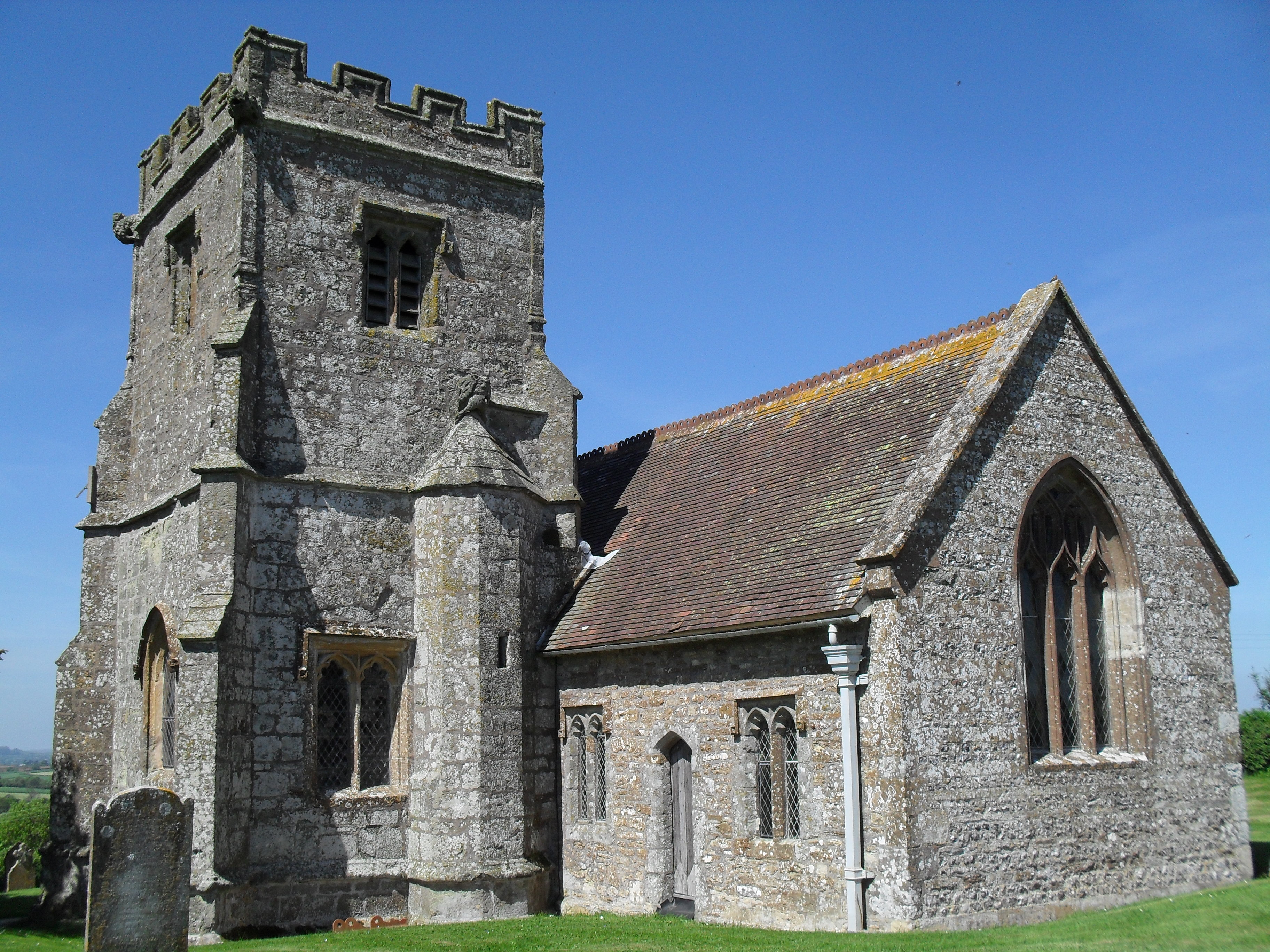
Belchalwell, Dorset
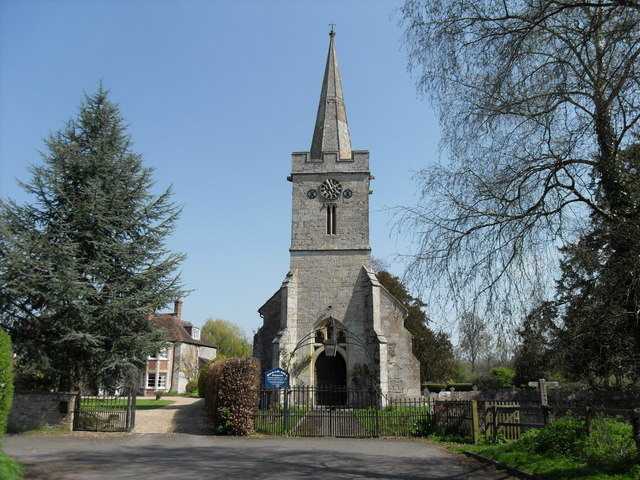
Bishopstrow, Wiltshire
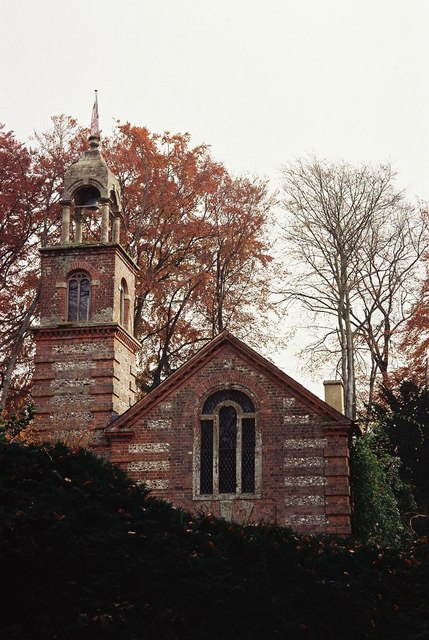
Boveridge, Dorset
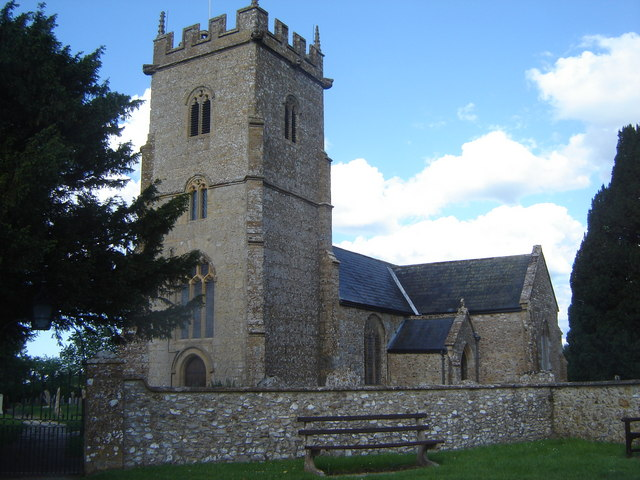
Broadway, Somerset
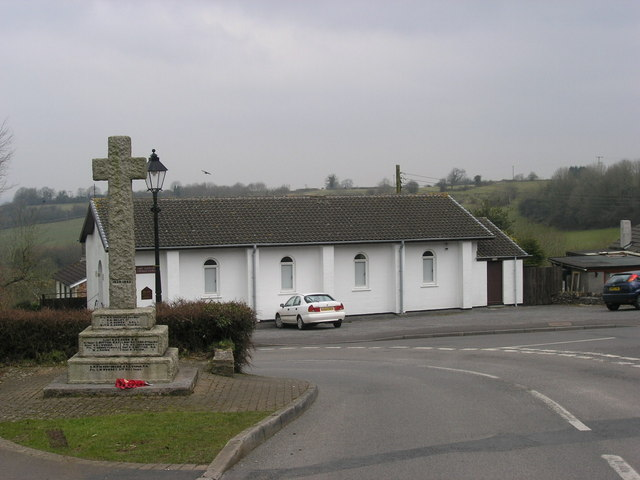
Chilcompton, Somerset
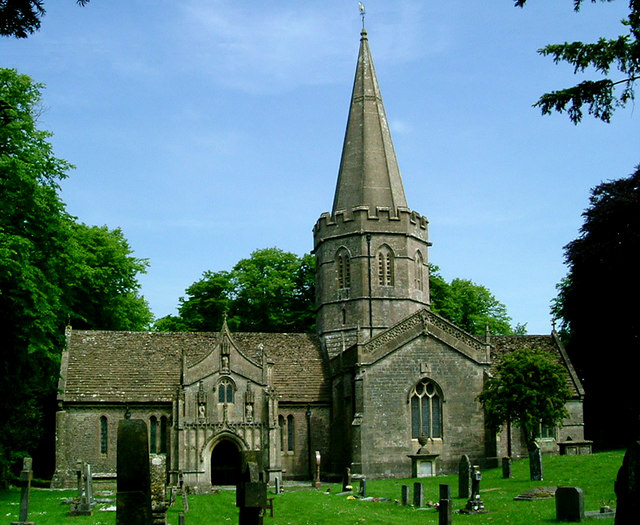
Doulting, Somerset
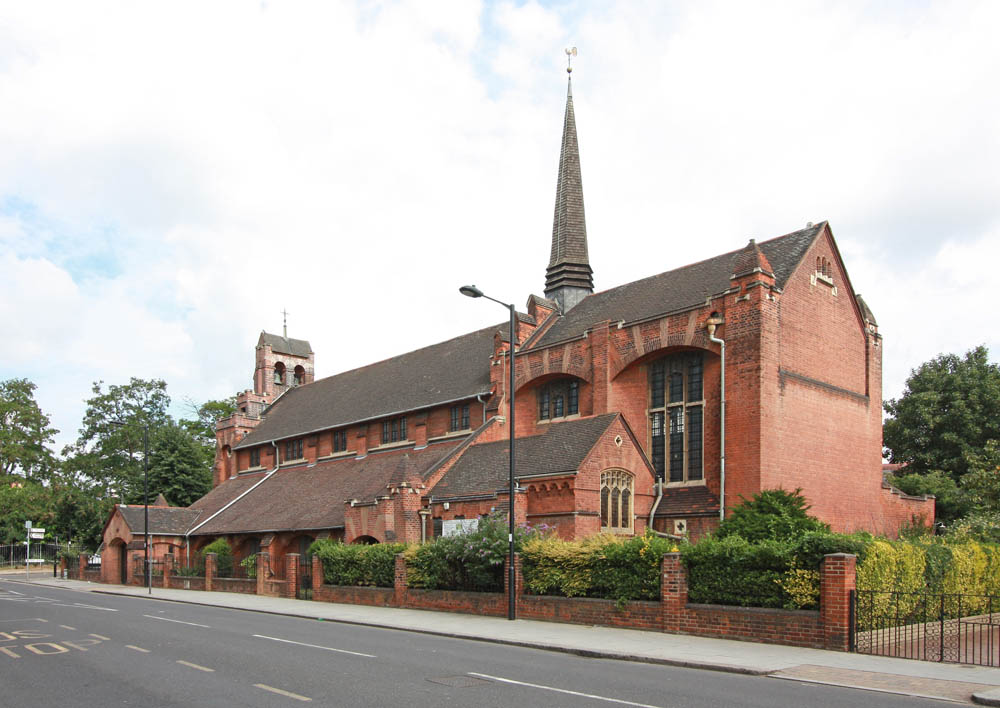
Edmonton, Londres
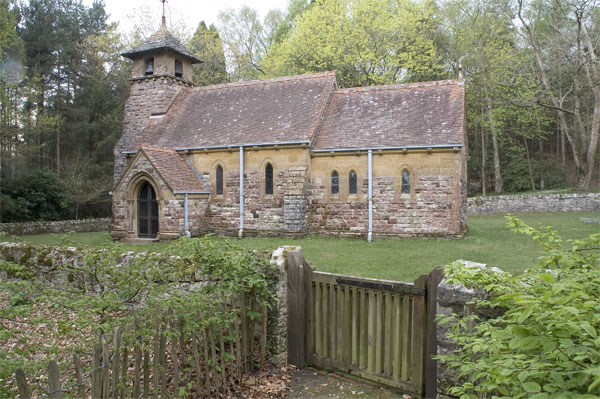
Lytchett Heath, Dorset
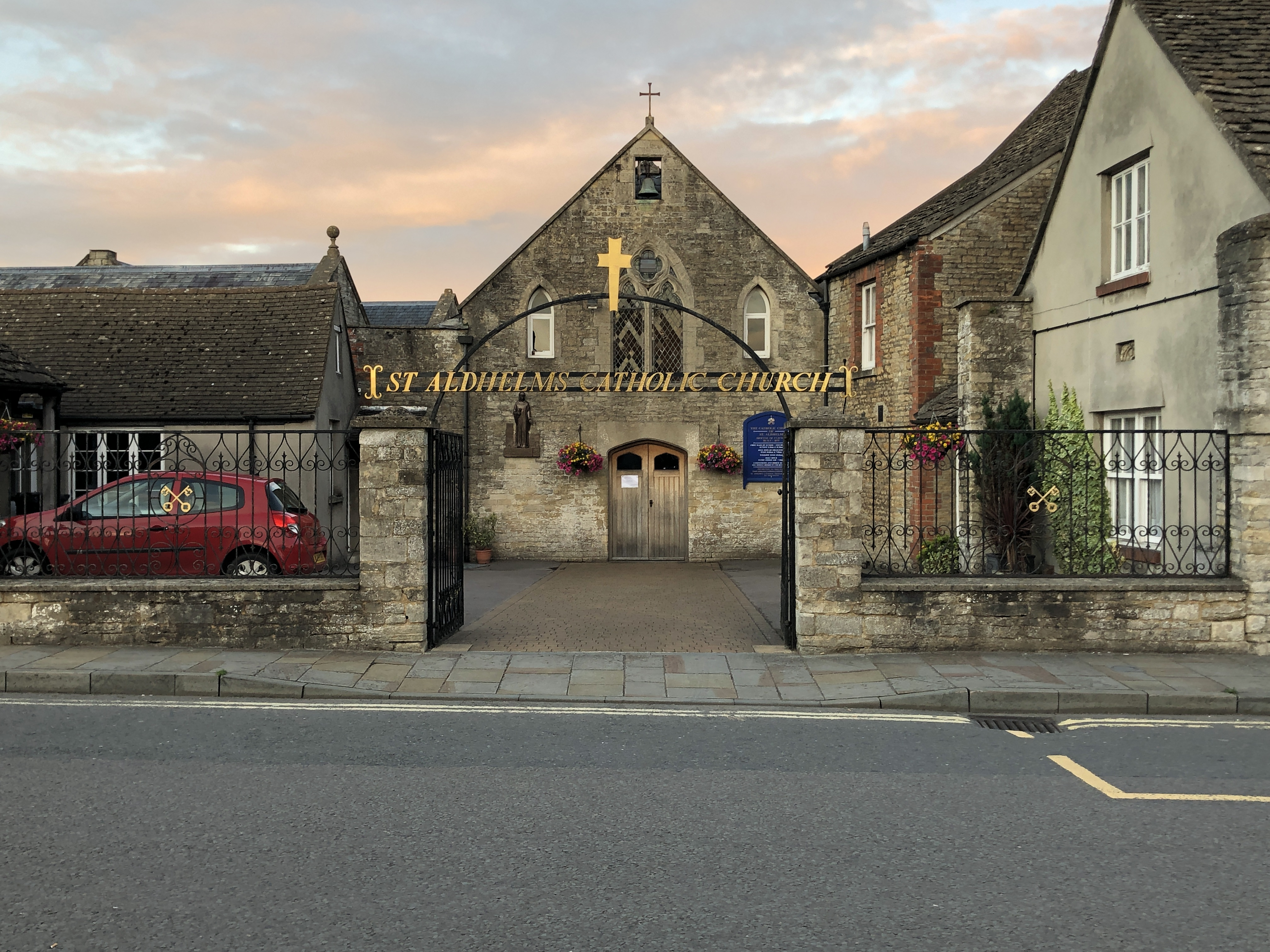
Malmesbury, Wiltshire
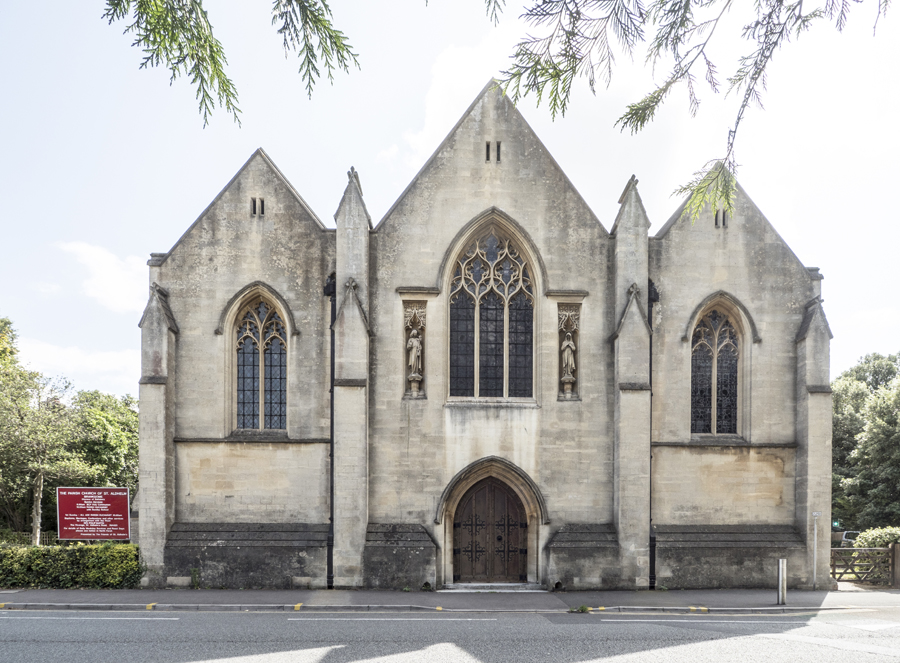
Poole, Dorset
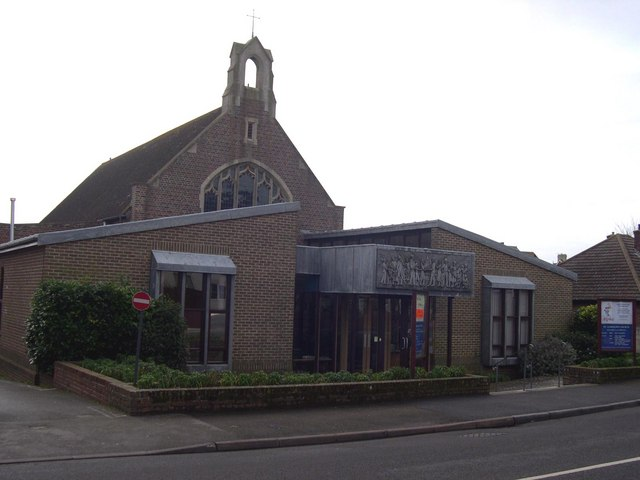
Radipole, Dorset
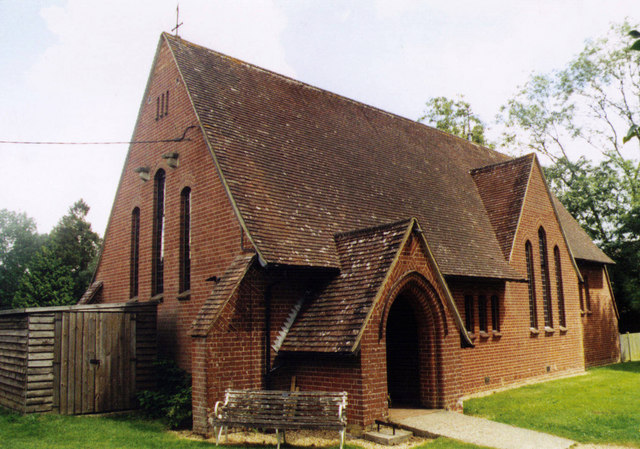
Sandleheath, Hampshire
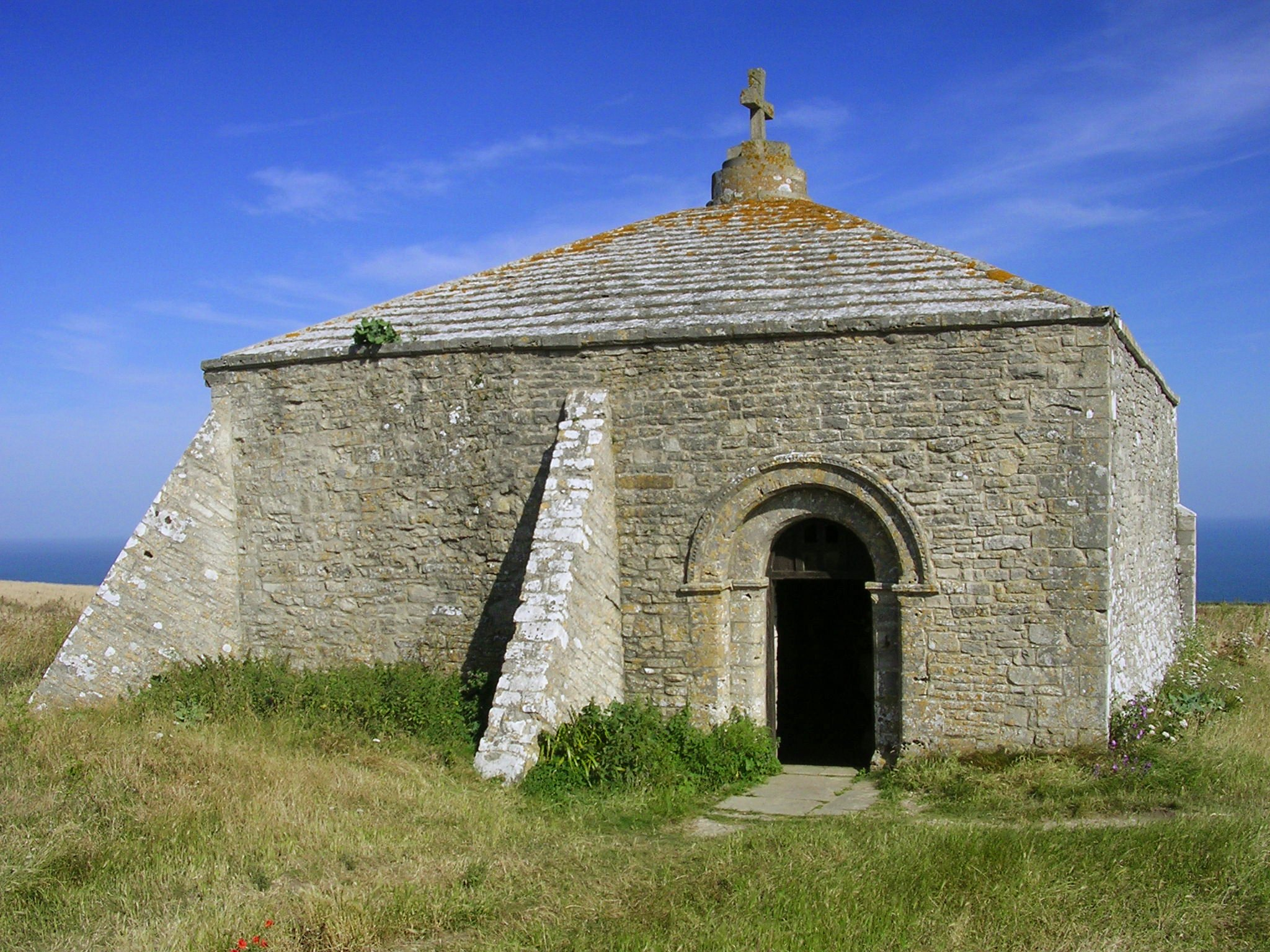
Worth Matravers, Dorset

## Edições e traduções

### Obras completas
- Ehwald, Rudolf (ed.). Aldhelmi Opera. MGH Scriptores. Auctores antiquissimi 15. Berlim, 1919. Digitalizações disponíveis no Digital MGH.
- Aldhelm: The Prose Works. Trad. Michael Lapidge e Michael Herren. D. S. Brewer, 1979.  ISBN 0-85991-041-5.
- Aldhelm: The Poetic Works. Trad. Michael Lapidge e James L. Rosier. Boydell & Brewer, 1984. ISBN 0-85991-146-2.

### Prosa de virginitate
- Gwara, Scott (ed.), Aldhelmi Malmesbiriensis Prosa de virginitate: cum glosa latina atque anglosaxonica, 2 vols, Corpus Christianorum, Series Latina, 124, 124a (Turnhout: Brepols, 2001).

### TheEnigmata
- The Riddles of Aldhelm. Texto e tradução por James Hall Pittman. Yale University Press, 1925.
- Through a Gloss Darkly: Aldhelm’s Riddles in the British Library ms Royal 12.C.xxiii, ed. e trad. por Nancy Porter Stork, Pontifical Institute of Mediaeval Studies, Studies and Texts, 98 (Toronto: Pontifical Institute of Mediaeval Studies, 1990).
- Saint Aldhelm's Riddles Traduzido por A.M. Juster, University of Toronto Press, 2015, ISBN 978-1-4426-2892-2.